# Église Sainte-Marie de Tartu
L'église Sainte-Marie (en estonien : Tartu Maarja kirik) est une église évangélique-luthérienne située à Tartu en Estonie.

## Histoire

### Constitution de la paroisse
La premiere paroisse de Sainte-Marie a été fondée le 15 août 1224.
La paroisse actuelle a été formée quand les deux paroisses de Tartu, les congrégations de langue allemande et de langue estonienne, se sont unies pour constituer la paroisse de Tartu en 1833.
Quand l'église paroissiale de Saint-Jean s'avéra trop exiguë pour accueillir la congrégation, il fut décidé de construire une nouvelle église pour servir les fidèles de langue estonienne de la paroisse, tandis que l'église Saint-Jean accueillait les fidèles de langue allemande.

### Construction de l'église
Une ancienne église dédiée à Sainte-Marie a été démolie en 1704 et est restée en ruines pendant encore 100 ans jusqu'à ce qu'elle soit entièrement démolie pour faire place au bâtiment principal de l'Université de Tartu.
Conçue par Georg Friedrich Geist dans un style classique, la nouvelle église de Sainte-Marie a été construite de 1837 à 1841.
Les travaux ont duré plus longtemps que prévu car le clocher s'est effondré et a dû être reconstruit.
L'église a été consacrée le 11 janvier 1842.
En 1862, l'église subit d'importantes réparations et transformations. De nouvelles cloches et une nouvelle chaire ont été installées. En 1889, un nouveau retable a été peint par Julie Wilhelmine Hagen-Schwarz, une artiste germano-Balte basée à Tartu.
Le tableau représentait le Christ sur la croix et au pied de la croix Marie, Jean et Marie Madeleine.
Au-dessus de l'image se trouvait une inscription des Saintes Écritures disant « Nida om Jumal ma ilma armastanu (Car Dieu a tant aimé le monde) (Jean 3:16) ».
En 1890, un nouvel orgue est livré par le facteur d'orgues Wilhelm Sauer. Le chauffage central est installé dans l'église dans les années 1930.
L'église avait également un musée qui contenait d'anciens objets, livres et documents liés à l'église.

### Destruction de la Seconde Guerre mondiale
Pendant la  Seconde Guerre mondiale, le 12 juillet 1941, les forces aériennes soviétiques ont bombardé Tartu. Plusieurs centaines de bâtiments ont été détruits dans l'incendie, dont l'église Sainte Marie. Le musée de l'église et d'autres archives précieuses ont été perdus. Seuls les murs de l'église et la grosse cloche, qui a été déplacée dans le clocher de l'église de Paistu en 1948, ont survécu au bombardement.

### Occupation soviétique
Après la Seconde Guerre mondiale, les occupants soviétiques ont refusé à la congrégation l'accès à l'église ou l'autorisation de restaurer le bâtiment. En 1956, les autorités de la ville de Tartu ont donné les ruines du bâtiment de l'église à l'Académie agricole estonienne et un gymnase a été construit à la place, conçu par I. Kalmet. Les deux étages de pierre restants de la tour ont été démolis.
Dans la zone de la tour, les murs ont également été démolis à la même hauteur que les murs de l'église, et les quatre pieds massifs de la tour ont été démolis jusqu'à la fondation. Selon les souvenirs modernes, les étudiants ont été utilisés dans les travaux de démolition. Un bâtiment de deux étages adjacent à la façade principale du bâtiment de l'église a été construit, avec des salles d'exercice plus petites, des buanderies, des salles de classe et une chaufferie. Le complexe sportif a été achevé en 1961.
Entre 1941 et 1948, la congrégation a utilisé  église Saint-Jean et l'église de l'université, mais ont ensuite emménagé dans l' église Saint-Pierre en 1948 où elle est restée jusqu'en 1997. En décembre 1997, une salle paroissiale a été érigée dans l'ancienne salle du camp, consacrée au début de l'Avent et utilisée comme salle de culte. La salle paroissiale était destinée à être utilisée comme solution temporaire jusqu'à ce que son église soit rendue et restaurée. En raison du retard dans la restitution de l'église, la salle paroissiale est restée le lieu des cultes pendant 13 ans.

### Restitution et restauration de l'église
En 2003, la congrégation et le doyenné de Tartu ont fondé Tartu Maarja Kiriku SA afin de démarrer le projet de restauration de l'église.
En décembre 2008, l'église a été restituée à l'Église évangélique-luthérienne estonienne, mais la cession  effective des locaux à la congrégation n'a eu lieu qu'après l'achèvement du nouveau gymnase de l'université le 15 août 2009.
Dès 2011, un concours d'idées a été lancé pour la conception de la restauration du bâtiment. Le concours a été remporté par le projet "Noa" du cabinet d'architectes KOKO Arhitektid OÜ (et). L'extérieur de l'église devrait être restauré dans sa forme d'origine, tandis que l'intérieur aura un tout nouvel aspect. En plus de la nef, l'église avec un plan d'étage à deux étages abrite également les locaux de la congrégation et des espaces locatifs. Progressivement, le bâtiment a commencé à être restauré. Les conduites d'eau, d'égout et de chauffage ont été amenées à l'église, l'escalier principal a été restauré et les structures internes porteuses sont prêtes. À partir de 2019, de l'argent a été collecté pour restaurer la tour démolie en 1950.
Les murs de la tour ont été construits au début de 2022 et la flèche a été achevée au milieu de la même année.
Haute de 54,5 mètres, la tour culmine à 66,9 mètres d'altitude.
Le 12 juillet 2022, les cloches de l'église ont de nouveau sonné.

## Galerie

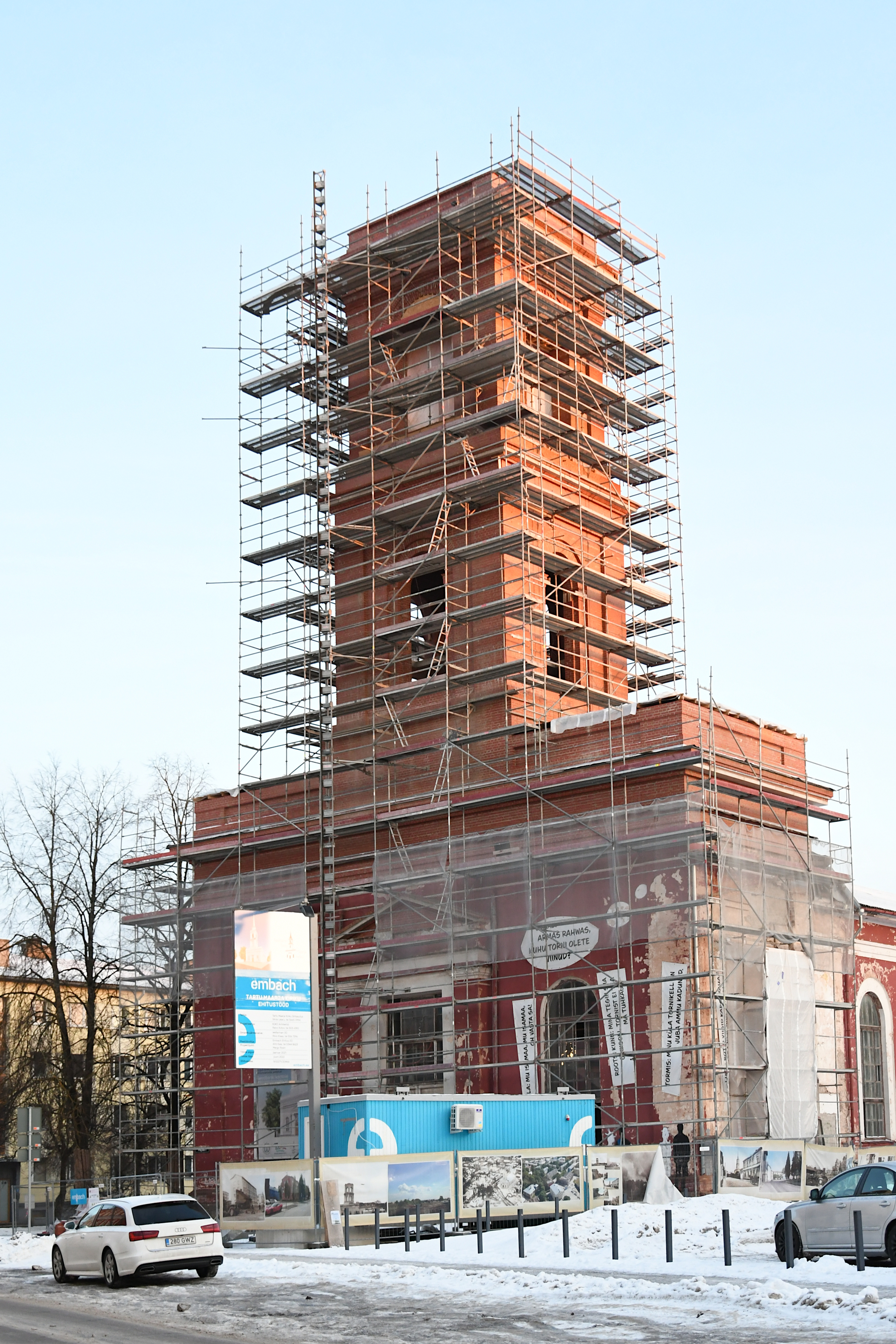
Restauration de la tour de l'église Sainte-Marie en 2022.
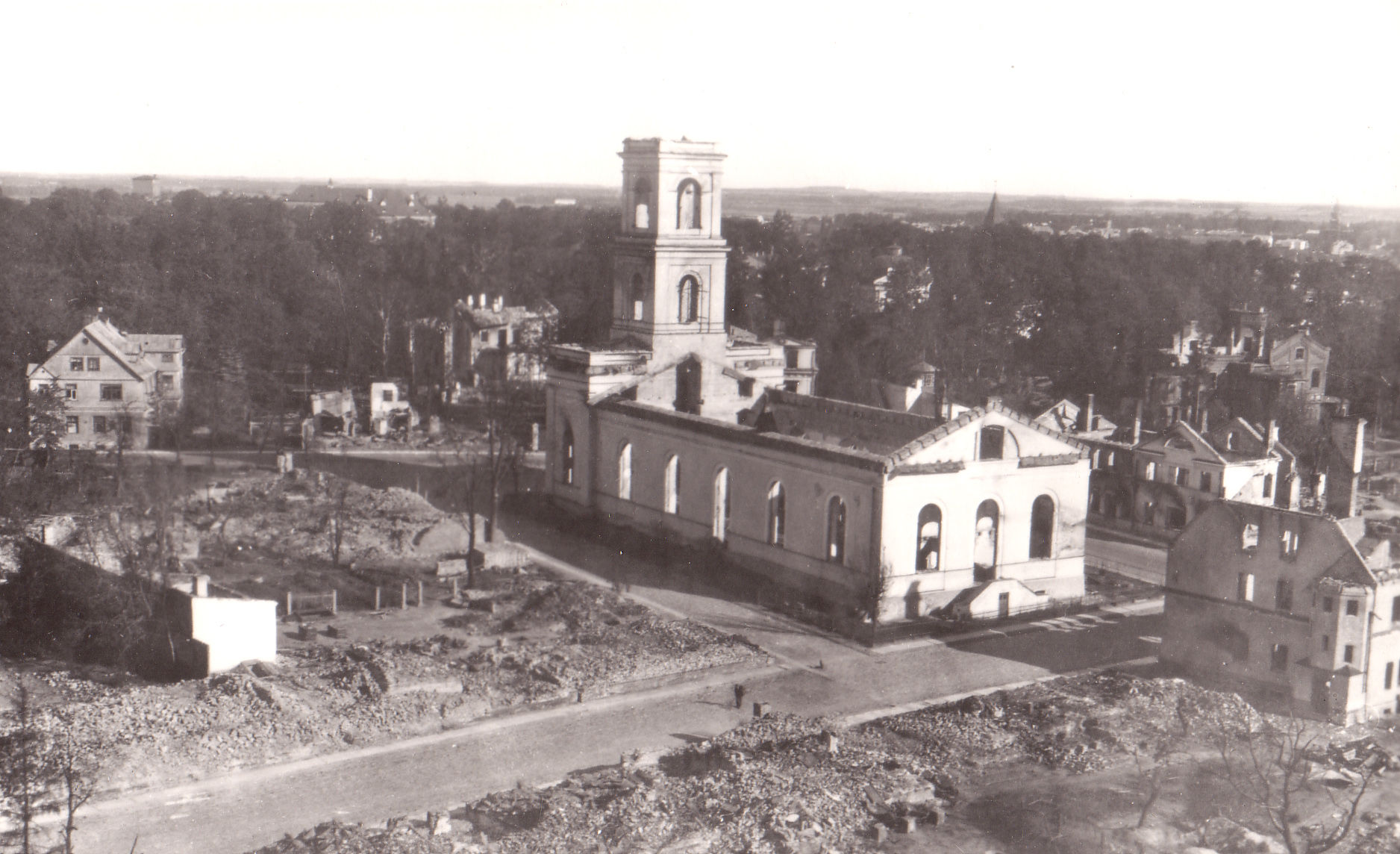
L'église Sainte-Marie en 1941.

### Liens  externes
- Site officiel
- Ressource relative à l'architecture :   - Kultuurimälestiste
- Ressource relative à la musique :   - MusicBrainz